# Park Min-young
Park Min-young (hangul: 박민영), nascida em 4 de março de 1986, é uma atriz sul-coreana. Ela conquistou proeminência através do drama histórico Sungkyunkwan Scandal (2010) e desde então, destacou-se ao estrelar dramas que incluem, City Hunter (2011), Glory Jane (2011), Healer (2014-2015), Remember (2015-16), Queen for Seven Days (2017), What's Wrong with Secretary Kim (2018), Her Private Life (2019), Forecasting Love and Weather (2022) e Marry My Husband (2024).

## Início da vida
Durante seu tempo no ensino médio, Park estudou no exterior, nos Estados Unidos, como aluna de intercâmbio.
Em fevereiro de 2013, Park se formou em Teatro na Universidade Dongguk em Seul.

## Careira

### 2005–2009: Início de carreira
Park fez sua estreia na indústria do entretenimento em um comercial da SK Telecom em 2005. Ela lançou sua carreira de atriz um ano depois com a sitcom High Kick! (2006). Ela continuou a aparecer em dramas de televisão, em papéis como a única filha de um notório gangster em I Am Sam (2007), e uma gumiho (raposa de nove caudas da mitologia coreana) em um episódio do drama, com tema de terror, Hometown of Legends (2008). Ela interpretou uma princesa vilã no drama de época Ja Myung Go (2009) e uma garota amiga de dois maratonistas em Running, Gu (2010). Em 2008, Park participou do hit Haru Haru do grupo Big Bang, onde interpretou a namorada de G-Dragon no clipe.

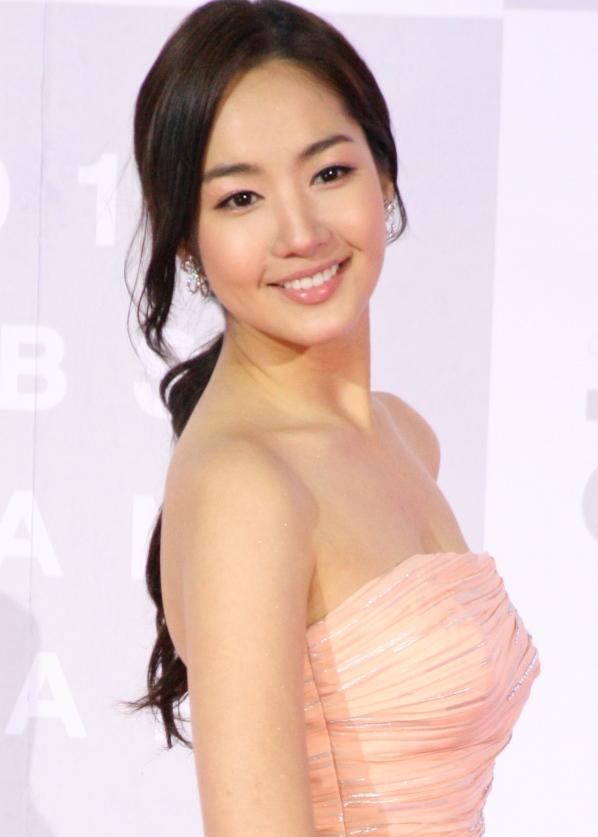
Park Min-young no KBS Drama Awards de 2010

### 2010–2011: Reconhecimento como atriz
A fama de Park surgiu com o drama Sungkyunkwan Scandal de 2010, um drama coming-of-age em que sua personagem, uma jovem inteligente e brilhante, disfarça-se de menino para entrar na instituição de ensino superior mais prestigiosa do período Joseon. Em 2011, ela participou de City Hunter, série baseada no mangá japonês de mesmo nome. Park atuou como uma agente do serviço secreto, oposta ao personagem justiceiro e principal de Lee Min-ho. O sucesso de Park em séries de televisão resultou em um aumento de seus trabalhos com publicidade.
No mesmo ano, ela teve sua estreia cinematográfica com The Cat, um filme de terror sobre uma mulher que é consumida pelo medo depois de adotar um gato encontrado no local de uma morte misteriosa. Mais tarde, Park contracenaria no melodrama Glory Jane, no papel de uma auxiliar de enfermagem que se envolve com um ex-jogador de beisebol (interpretado por Chun Jung-myung).

### 2012–presente: Papéis principais
Em 2012, Park estrelou em Dr. Jin, outra série adaptada de um mangá, onde um neurocirurgião (interpretado por Song Seung-heon) viaja no tempo para o ano de 1860. Park desempenhou dois papéis simultâneos: um como namorada do protagonista no presente (um médico em coma) e outro como uma mulher nobre do período Joseon.
Em maio de 2013, Park encerrou seu contrato com a agência de talentos King Kong Entertainment e ficou sem agentes durante seis meses. Em novembro de 2013, Park assinou contrato com a Culture Depot.
Park atuou como uma estagiária no drama jurídico A New Leaf (2014), que entra em conflito com seu chefe advogado brilhante, mas cínico, até que ele se torna um amnésico (interpretado por Kim Myung-min). Em seguida, ela desempenhou um papel como repórter de tablóide em Healer, um drama escrito por Song Ji-na que teve participações de Ji Chang-wook e Yoo Ji-tae. Healer alcançou enorme sucesso na China e resultou num maior reconhecimento para Park.

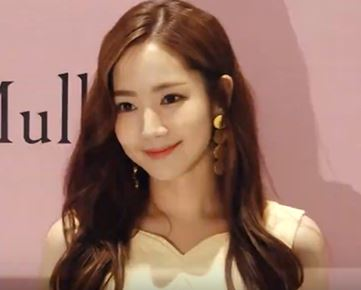
Park em 2018

No ano seguinte, Park estrelou como uma advogada no drama Remember da SBS, entre o final de 2015 ao início de 2016, e interpretou uma rainha no drama de época, Queen for Seven Days, transmitido em 2017. Em setembro de 2017, foi confirmado que Park será um dos novos apresentadores do programa de variedades da Netflix, Busted!. Em novembro de 2017, foi relatado que o contrato de Park com a agência Culture Depot expirou. Em dezembro de 2017, Park assinou contrato com a Namoo Actors.
Em 2018, Park foi escalada para What's Wrong with Secretary Kim, seu primeiro drama de comédia romântica, ao lado de Park Seo-joon. A série foi um sucesso de audiência, levando ao aumento da popularidade de Park. Em outubro, Park realizou seu primeiro fanmeeting, desde sua estreia como atriz há 12 anos, intitulado My Day.
Em 2019, Park estrelou, Her Private Life, sua segunda comédia romântica, ao lado de Kim Jae-wook. Park interpretou Seong Deok-mi, uma mulher jovem que trabalha como curadora em um museu de arte, mas que, fora da galeria, é uma fã apaixonada por idol groups.
Em 2020, ela estrelou no drama romântico da JTBC, When the Weather Is Fine, ao lado de Seo Kang-joon.
Em 29 de dezembro de 2021, foi anunciado que o contrato de Park com a Namoo Actors expirou depois que ela decidiu não renová-lo. Um dia depois, Park assinou um contrato com a Hook Entertainment.
Em 2022, Park estrelou, ao lado de Song Kang, o drama romântico da JTBC, Forecasting Love and Weather, interpretando Jin Ha-kyung – uma meteorologista-chefe da Administração Meteorológica da Coreia.
Em janeiro de 2024, Park foi confirmada para ser a protagonista feminina do melodrama de fantasia Marry My Husband, ao lado de Na In-woo (Yoo Ji-hyuk), no drama, ela interpreta Kang Ji-won, uma mulher que trabalha para a U&K Food como gerente assistente e passa seus dias sobrecarregada por um marido incompetente, sogros negligentes e uma vida profissional difícil, acabando por, também, desenvolver câncer ainda muito jovem. Ela se vinga da família do marido com a ajuda de Yoo Ji-hyuk.

## Vida pessoal

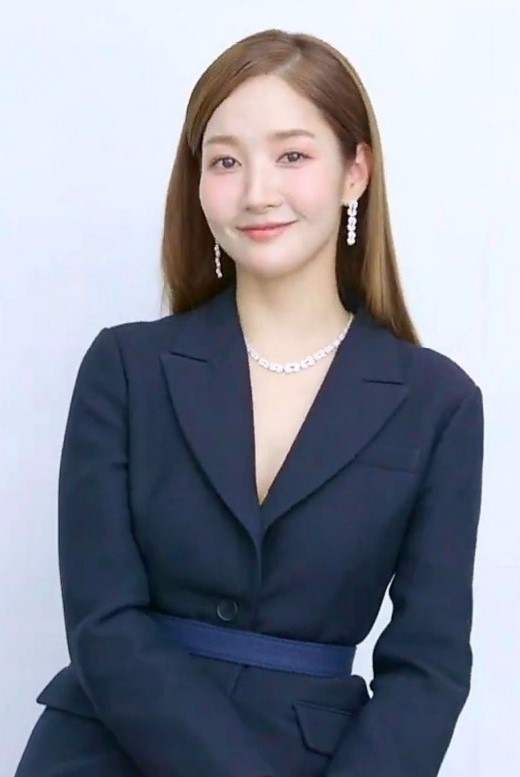
Park em 2022

### Filantropia
Em 7 de março de 2022, Park doou 100 milhões de wons para a Hope Bridge Disaster Relief Association no intuito de ajudar as pessoas afetadas pelo incêndio florestal, que iniciou em Uljin, Gyeongbuk e se espalhou para Samcheok, Gangwon.

## Filmografia

### Televisão
| Ano       | Título                          | Papel                        | Emissora | Ref.   |
| --------- | ------------------------------- | ---------------------------- | -------- | ------ |
| 2006      | High Kick!                      | Kang Yoo-mi                  | MBC      | [ 47 ] |
| 2007      | I Am Sam                        | Yoo Eun-byul                 | KBS2     | [ 48 ] |
| 2008      | Hometown of Legends             | Lee Myung-ok (Gumiho)        | KBS2     | [ 49 ] |
| 2009      | Ja Myung Go                     | Princesa Ra-hee              | SBS      | [ 50 ] |
| 2010      | Running, Gu                     | Moon Haeng-joo               | MBC      | [ 51 ] |
| 2010      | Sungkyunkwan Scandal            | Kim Yoon-hee / Kim Yoon-shik | KBS2     | [ 52 ] |
| 2011      | City Hunter                     | Kim Na-na                    | SBS      | [ 53 ] |
| 2011      | Glory Jane                      | Yoon Jae-in                  | KBS2     | [ 54 ] |
| 2012      | Dr. Jin                         | Yoo Mi-na / Hong Young-rae   | MBC      | [ 55 ] |
| 2014      | A New Leaf                      | Lee Ji-yoon                  | MBC      | [ 56 ] |
| 2014–2015 | Healer                          | Chae Young-shin / Oh Ji-an   | KBS2     | [ 57 ] |
| 2015      | Braveness of the Ming           | Xie Yu Fei                   | LeTV     | [ 58 ] |
| 2015–2016 | Remember                        | Lee In A                     | SBS      | [ 59 ] |
| 2017      | Queen for Seven Days            | Shin Chae-Kyung              | KBS2     | [ 60 ] |
| 2018      | What's Wrong with Secretary Kim | Kim Mi So                    | tvN      | [ 61 ] |
| 2019      | Her Private Life                | Sung Deok Mi                 | tvN      | [ 62 ] |
| 2020      | When the Weather Is Fine        | Mok Wae Won                  | JTBC     | [ 63 ] |
| 2022      | Forecasting Love and Weather    | Jin Ha-kyung                 | JTBC     | [ 44 ] |
| 2022      | Love in Contract                | Choi Sang-eun                | tvN      | [ 64 ] |
| 2023–24   | Castle in the Time              | Xu Zhen                      |          | [ 65 ] |
| 2024      | Marry My Husband                | Kang Ji-won                  | tvN      | [ 66 ] |

### Filme
| Ano  | Título  | Papel   | Ref.   |
| ---- | ------- | ------- | ------ |
| 2011 | The Cat | So-yeon | [ 67 ] |

### MC (Anfitriã oficial)
| Ano  | Título             | Notas                           | Ref.   |
| ---- | ------------------ | ------------------------------- | ------ |
| 2014 | KBS Drama Awards   | com Kim Sang-kyung e Seo In-guk | [ 68 ] |
| 2019 | Golden Disc Awards | com Lee Seung-gi                | [ 69 ] |

### Programa de variedade
| Ano           | Título  | Função           | Emissora | Ref.   |
| ------------- | ------- | ---------------- | -------- | ------ |
| 2018–presente | Busted! | Membro do elenco | Netflix  | [ 33 ] |

### Aparições em vídeos musicais
| Ano  | Título da canção    | Artista       | Ref.   |
| ---- | ------------------- | ------------- | ------ |
| 2007 | "Don't Say Goodbye" | Kim Young-jin | [ 70 ] |
| 2008 | "Haru Haru"         | BIGBANG       | [ 71 ] |
| 2009 | "Love Story"        | Gavy NJ       | [ 72 ] |

## Prêmios e indicações
| Ano  | Prêmio                            | Categoria                                             | Trabalho indicado                                                  | Resultado | Ref.          |
| ---- | --------------------------------- | ----------------------------------------------------- | ------------------------------------------------------------------ | --------- | ------------- |
| 2007 | Asia Model Festival Awards        | Prêmio de Modelo                                      | —                                                                  | Venceu    | [ 73 ]        |
| 2007 | MBC Entertainment Awards          | Melhor Atriz Revelação em Comédia/Sitcom              | High Kick!                                                         | Venceu    | [ 74 ]        |
| 2007 | KBS Drama Awards                  | Melhor Atriz Revelação                                | I Am Sam                                                           | Venceu    | [ 75 ]        |
| 2008 | Baeksang Arts Awards              | Melhor Atriz Revelação (TV)                           | I Am Sam                                                           | Indicado  | [ 76 ]        |
| 2008 | KBS Drama Awards                  | Prêmio de Excelência, Atriz em Drama Especial         | Hometown of Legends: Gumiho                                        | Venceu    | [ 77 ]        |
| 2010 | KBS Drama Awards                  | Prêmio de Excelência, Atriz em Drama de Duração Média | Sungkyunkwan Scandal                                               | Venceu    | [ 78 ]        |
| 2010 | KBS Drama Awards                  | Prêmio do Internauta                                  | Sungkyunkwan Scandal                                               | Venceu    | [ 78 ]        |
| 2010 | KBS Drama Awards                  | Prêmio de Melhor Casal com Park Yoochun               | Sungkyunkwan Scandal                                               | Venceu    | [ 78 ]        |
| 2011 | Baeksang Arts Awards              | Melhor Atriz (TV)                                     | Sungkyunkwan Scandal                                               | Indicado  | [ 79 ]        |
| 2011 | Seoul International Drama Awards  | Melhor Atriz Coreana                                  | Sungkyunkwan Scandal                                               | Indicado  | [ 80 ]        |
| 2011 | Korea Drama Awards                | Melhor Atriz                                          | Sungkyunkwan Scandal, City Hunter                                  | Indicado  | [ 81 ]        |
| 2011 | SBS Drama Awards                  | Prêmio de Excelência, Atriz em Drama Especial         | City Hunter                                                        | Indicado  | [ 82 ] [ 83 ] |
| 2011 | SBS Drama Awards                  | Prêmio de Melhor Casal                                | Park Min-young (com Lee Min-ho) City Hunter                        | Indicado  | [ 82 ] [ 83 ] |
| 2011 | SBS Drama Awards                  | Prêmio de Popularidade                                | City Hunter                                                        | Indicado  | [ 82 ] [ 83 ] |
| 2011 | KBS Drama Awards                  | Top Excelência, Atriz                                 | Glory Jane                                                         | Indicado  | [ 84 ] [ 85 ] |
| 2011 | KBS Drama Awards                  | Prêmio de Excelência, Atriz em Drama de Duração Média | Glory Jane                                                         | Venceu    | [ 84 ] [ 85 ] |
| 2012 | Top Chinese Music Awards          | Melhor Artista da Moda                                | —                                                                  | Venceu    | [ 86 ]        |
| 2013 | Dongguk University                | Mérito                                                | —                                                                  | Venceu    | [ 87 ]        |
| 2014 | MBC Drama Awards                  | Prêmio de Excelência, Atriz em Minissérie             | A New Leaf                                                         | Indicado  | [ 88 ]        |
| 2014 | KBS Drama Awards                  | Prêmio de Excelência, Atriz em Drama Especial         | Healer                                                             | Venceu    | [ 89 ]        |
| 2014 | KBS Drama Awards                  | Prêmio de Melhor Casal com Ji Chang-wook              | Healer                                                             | Venceu    | [ 90 ]        |
| 2015 | Asia Model Festival Awards        | Prêmio Especial da Ásia, Atriz                        | —                                                                  | Venceu    | [ 91 ]        |
| 2016 | SBS Drama Awards                  | Prêmio Top Excelência, Atriz de Gênero Drama          | Remember: War of the Son                                           | Indicado  | [ 92 ]        |
| 2017 | Asia Artist Awards                | Prêmio de Melhor Celebridade                          | Queen for Seven Days                                               | Venceu    | [ 93 ]        |
| 2017 | KBS Drama Awards                  | Prêmio de Excelência, Atriz em Drama de Duração Média | Queen for Seven Days                                               | Indicado  | [ 94 ]        |
| 2018 | APAN Star Awards                  | Prêmio de Excelência, Atriz em Minissérie             | What's Wrong with Secretary Kim                                    | Indicado  | [ 95 ]        |
| 2018 | APAN Star Awards                  | Prêmio K-Star de Atriz Popular                        | What's Wrong with Secretary Kim                                    | Venceu    | [ 96 ]        |
| 2018 | Asia Drama Conference             | Prêmio de Reconhecimento Especial                     | What's Wrong with Secretary Kim                                    | Venceu    | [ 97 ]        |
| 2018 | Cosmo Beauty Awards               | Ídolo Anual de Beleza Brilhante                       | Park Min-young                                                     | Venceu    | [ 98 ]        |
| 2018 | KCA Consumer Day Awards           | Melhor Atriz de Drama                                 | What's Wrong with Secretary Kim                                    | Venceu    | [ 99 ]        |
| 2018 | Soompi Awards                     | Atriz do Ano                                          | Queen for Seven Days                                               | Indicado  |               |
| 2018 | Soompi Awards                     | Prêmio de Melhor Beijo                                | Park Min-young (com Yeon Woo-jin) Queen for Seven Days             | Indicado  | [ 100 ]       |
| 2018 | tvN Joy Festival                  | Personagem Feminina do Ano                            | What's Wrong with Secretary Kim                                    | Venceu    | [ 101 ]       |
| 2018 | tvN Joy Festival                  | Ícone de quinta-feira                                 | What's Wrong with Secretary Kim                                    | Venceu    | [ 101 ]       |
| 2019 | Asia Artist Awards                | Prêmio Celebridade da Ásia, Atriz                     | Park Min-young                                                     | Venceu    | [ 102 ]       |
| 2019 | Asia Artist Awards                | Prêmio de Melhor Artista, Atriz                       | Park Min-young                                                     | Venceu    | [ 103 ]       |
| 2019 | iQiYi Taiwan Entertainment Awards | Prêmio de Beleza                                      | What's Wrong with Secretary Kim                                    | Venceu    | [ 104 ]       |
| 2019 | Soompi Awards                     | Melhor Atriz do Ano                                   | What's Wrong with Secretary Kim                                    | Venceu    | [ 105 ]       |
| 2019 | Soompi Awards                     | Melhor Casal                                          | Park Min-young (com Park Seo-jeon) What's Wrong with Secretary Kim | Indicado  | [ 105 ]       |
| 2019 | StarHub Night of Stars            | Melhor Estrela Asiática Feminina                      | Her Private Life                                                   | Venceu    | [ 106 ]       |
| 2022 | Asia Artist Awards                | Prêmio de Melhor Artista, Atriz                       | Park Min-young                                                     | Venceu    | [ 107 ]       |
| 2022 | Asia Artist Awards                | Prêmio Hot Trend – Atriz                              | Park Min-young                                                     | Venceu    | [ 107 ]       |

### Honras de estado
| País ou organização          | Ano  | Honra ou prêmio      | Ref.    |
| ---------------------------- | ---- | -------------------- | ------- |
| Serviço Nacional de Impostos | 2021 | Comenda Presidencial | [ 110 ] |

### Artigos em lista
| Editora | Ano  | Lista                 | Classificação | Ref.    |
| ------- | ---- | --------------------- | ------------- | ------- |
| Forbes  | 2012 | Korea Power Celebrity | 23º           | [ 111 ] |